# Pancalia
Pancalia é um gênero de traça pertencente à família Cosmopterigidae.

## Espécies
- Pancalia amurella Gaedike, 1967
- Pancalia aureatus C.K. Yang, 1977
- Pancalia baldizzonella Riedl 1994
- Pancalia didesmococcusphaga Yang, 1977
- Pancalia hexachrysa  (Meyrick, 1935)
- Pancalia japonica Riedl, 1973
- Pancalia leuwenhoekella (Linnaeus, 1761)
- Pancalia nodosella (Bruand, 1851)
- Pancalia sichotella Christoph, 1882
- Pancalia sinense Gaedike, 1967
- Pancalia schwarzella (Fabricius, 1798)
- Pancalia swetlanae Sinev, 1985
- Pancalia wuyiensis Z.W. Zhang & H.H. Li, 2009